# Кеймада (напиток)

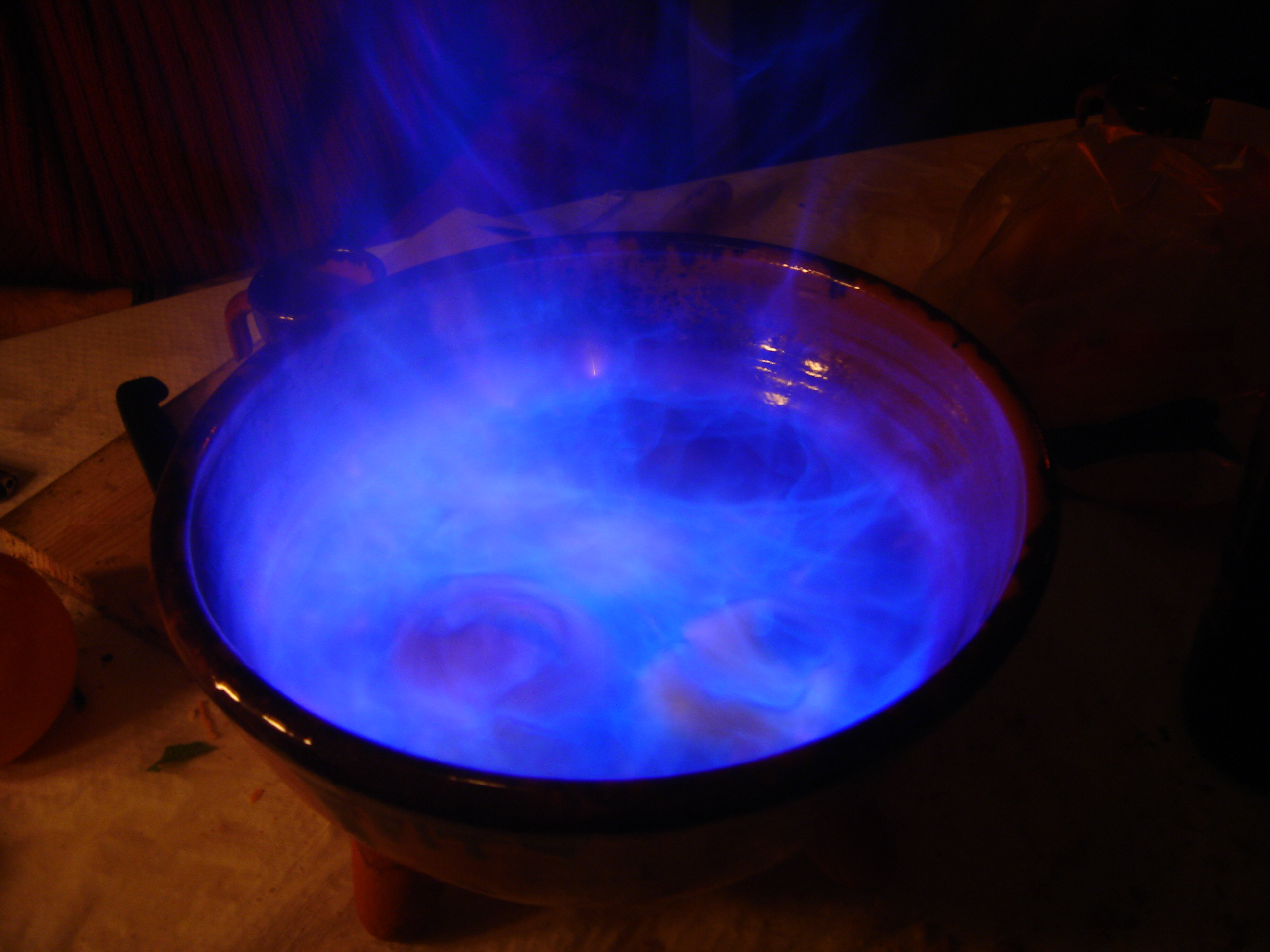
Горящая кеймада

Кейма́да (галис. queimada, дословно — «горение, пожар») — горячий алкогольный напиток типа пунша, традиционный для Галисии. Приготовляется на основе орухо — крепкого алкогольного напитка, производимого из виноградного сырья, с добавлением цедры, сахара, кофейных зёрен и, реже, других вкусовых добавок.
Приготовление кеймады является значимым элементом галисийских народных традиций и, как правило, обставляется особым ритуалом с мистическим оттенком. В современной Галисии подобные церемонии широко практикуются в качестве туристической достопримечательности.

## Происхождение и распространение

Орухо — основа кеймады

Кеймада, как и орухо, её основной компонент, является национальным галиским напитком. При этом, если сам орухо, производимый путём перегонки сброженных остатков винограда после их отжимки в процессе изготовления вина, получил в XX — XXI веках значительное распространение в различных регионах Испании, то изготовление кеймады ограничивается исключительно галисийскими кулинарными традициями. За пределами Галисии она готовится только этническими галисийцами и традиционно служит одним из элементов их этнокультурной самоидентификации.
Приготовление кеймады исторически увязывается со знахарской практикой — в силу этого в некоторых местностях Галисии этому напитку до сих пор приписываются целебные свойства. Среди галисийцев популярна гипотеза о древнем происхождении кеймады, в частности, её изобретение иногда приписывают кельтиберам. Однако подобное предположение не подкрепляется достоверными историческими свидетельствами. Более того, против него говорит то, что технология перегонки растительного сырья для производства крепкого алкоголя, необходимого для изготовления кеймады, была освоена жителями Пиренейского полуострова только после завоевания этой территории арабами. С учётом этого обстоятельства большинство специалистов относит изобретение кеймады к средневековью или даже более современному периоду.

## Изготовление и потребление

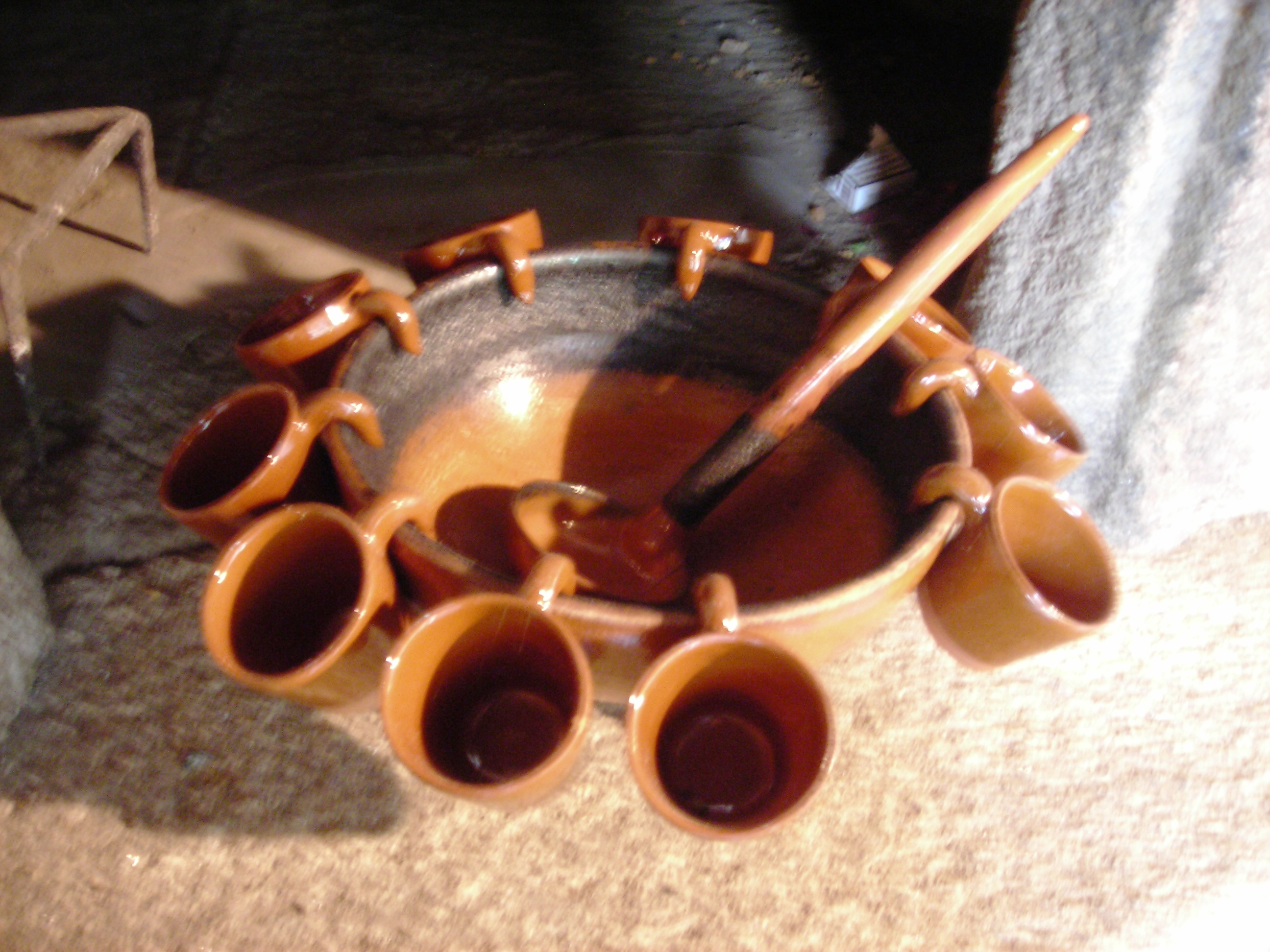
Глиняная утварь для приготовления кеймады

Основным компонентом кеймады, составляющим более 90 % её объёма, является орухо. Для приготовления смеси обычно используются наиболее крепкие сорта этого напитка промышленного либо домашнего производства, содержащие более 40 % алкоголя, которые обеспечивают наиболее интенсивное и продолжительное горение.
Традиционно кеймаду готовили в полой тыкве, служившей не только посудой, но и дополнительным ингредиентом напитка — остатки мякоти тыквы заметно влияли на вкус кеймады, однако с середины XX века вместо тыкв для этих целей повсеместно стали использоваться глубокие керамические сосуды.
Для приготовления кеймады в миску наливают большую порцию орухо, в которую добавляют нарезанную цедру лимона, сахар, необжаренные кофейные зёрна, иногда нарезанное яблоко, корицу и другие пряности. Образовавшуюся смесь поджигают, — обычно для этого сначала в половнике или чашке воспламеняют небольшую порцию смеси сахара с орухо, которую затем вливают в миску.

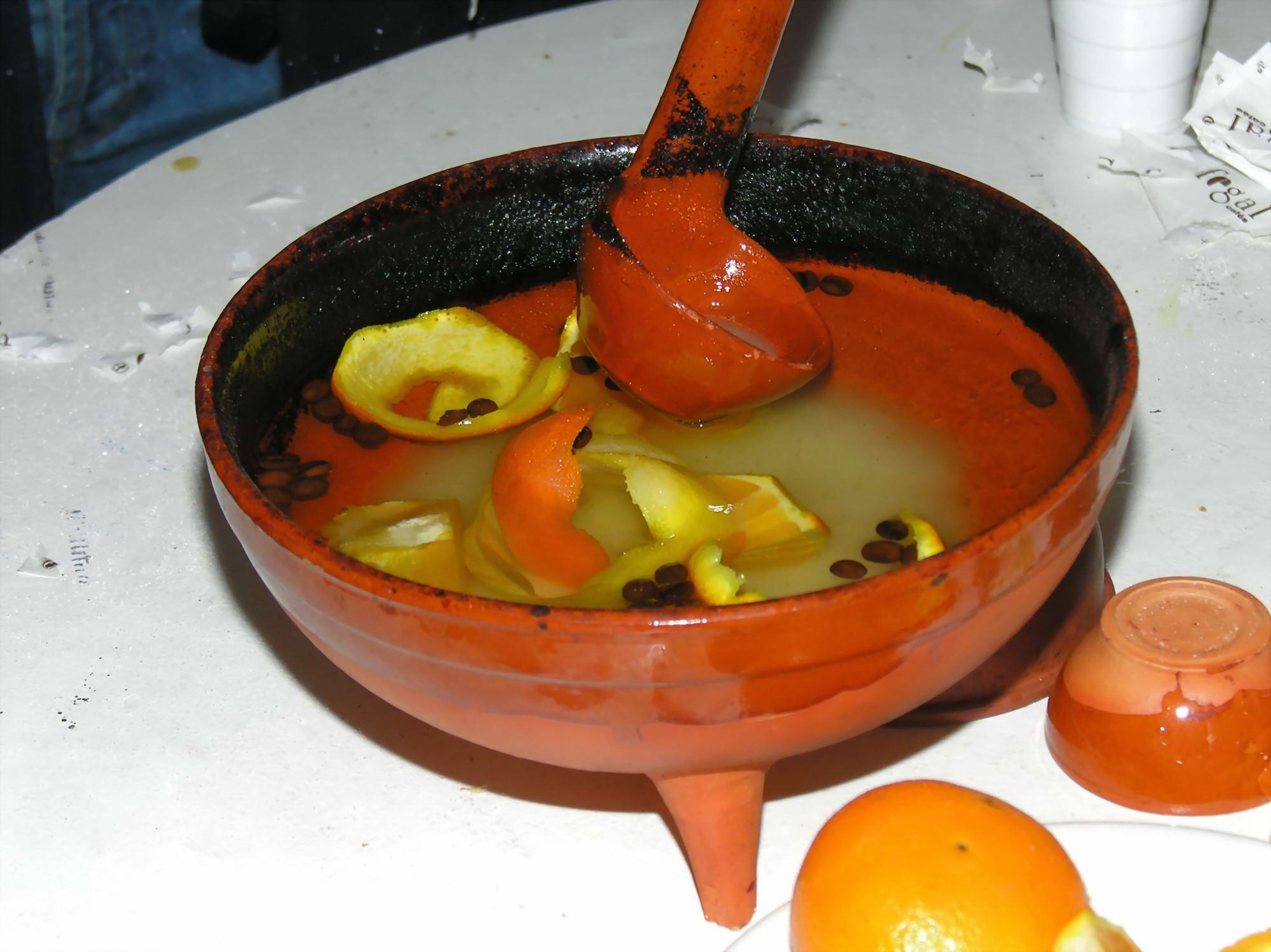
Разлив готовой кеймады

Горение может продолжаться до естественного затухания, либо его прекращают, закрывая миску, обычно после того, как пламя станет ярко-голубым. Чем дольше горит кеймада, тем более горячей и менее крепкой она получается. В любом случае, за счёт выгорания значительной доли спирта кеймада значительно менее крепка, чем входящий в её состав орухо. Добавки придают ей характерный сладковато-пряный вкус и кофейный аромат.
Пить кеймаду принято непосредственно после приготовления, в тёплом виде. С помощью половника она разливается из миски в небольшие керамические чашки или стаканы.

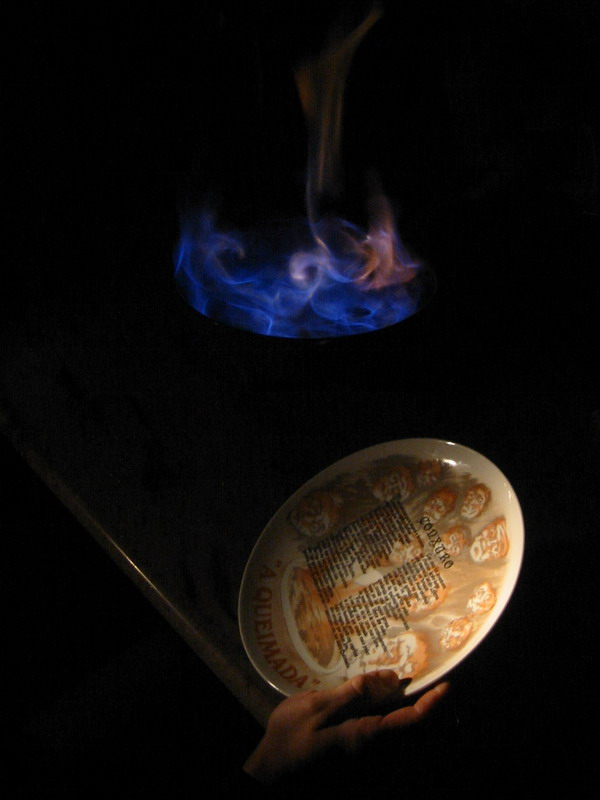
Декоративная тарелка с текстом заклинания

По галисийской традиции кеймада обычно готовится вечером или ночью вне помещения, её приготовление сопровождается фольклорно-мистическими ритуалами, иногда перерастающими в театрализованные представления. Участники церемонии собираются вокруг миски, держа наготове чашки. Изготовитель напитка часто наряжается в национальный костюм старинного фасона или в экстравагантные одежды из звериных шкур, соломы и других подобных материалов. Поджигая смесь в миске, он читает длительные заклинания на галисийском языке. Примечательно, что в последней трети XX века на смену разнообразным импровизированным заклинаниям пришёл стандартный стихотворный опус, сочинённый в 1967 году жителем галисийского города Виго Мариано Маркосом Абало (галис. Mariano Marcos Abalo), в котором весьма красочно описываются всевозможные виды нечисти, огородить от которых призвано распитие кеймады. Иногда церемония приготовления кеймады сопровождается также игрой на галисийских народных музыкальных инструментах, преимущественно на гайте — местной разновидности волынки.
Вопрос о происхождении этих традиций остаётся спорным. В современной Галисии подобное красочное приготовление кеймады широко практикуется как в качестве элемента народных праздников, так и для развлечения туристов. Наборы керамической посуды для приготовления кеймады, часто декорированные национальным орнаментом, а также плоские тарелки с нанесённым на них текстом заклинания являются ходовыми туристическими сувенирами.